# Adelardo Novo Brocas
Adelardo Novo Brocas (Ferrol, 7 de septiembre de 1880 - Logroño, 16 de junio de 1939) fue un periodista y político republicano español muy vinculado a Galicia y a su lengua propia. Pasó muchos años en Cuba y regresó definitivamente a España en 1932. Cuando se produjo el golpe de Estado de julio de 1936 que dio inicio a la guerra civil española era gobernador civil de Logroño y se negó a repartir armas a las organizaciones obreras como éstas le reclamaban. Logroño fue ocupada por la columna enviada desde Pamplona por el general Emilio Mola comandada por el coronel Francisco García Escámez. Fue detenido y conducido a la prisión de Pamplona. Estando en prisión enfermó de un tumor intestinal y falleció el 16 de junio de 1939 en el Hospital de Logroño, a donde había sido trasladado.

## Biografía
Cursó el bachillerato en el Instituto de La Coruña y se matriculó en Derecho en la Universidad de Santiago de Compostela (1896). Dejó la escuela en 1900 y se fue a trabajar a Madrid. Emigró a Cuba en 1904 y allí dirigió el diario La Unión Española hasta 1907. Ese año fundó El Diario Español que dirigió. También dirigió la revista Follas Novas y fue codirector del Almanaque Gallego. También fue el director de otras publicaciones. Fue secretario de la sección de promoción del Centro Gallego (1905) y promotor de la Asociación Iniciadora y Protectora de la Academia Gallega, siendo nombrado académico correspondiente.
Regresó a Galicia en 1917 tras su expulsión de Cuba por unos artículos publicados en Vida Gallega que ofendían a las autoridades cubanas. Indultado en mayo de 1918, regresó a Cuba en marzo de 1919, asumiendo de nuevo la dirección de El Diario Español. En 1930 realizó una nueva visita a España en el dirigible "Graf Zeppelin" auspiciado por los presidentes de dos empresas cerveceras habaneras. A su regreso escribió el libro De La Habana a Sevilla por los aires.
Regresó definitivamente a Galicia en marzo de 1932. Durante la Segunda República Española militó en Acción Republicana. Fue nombrado gobernador civil de Lugo el 14 de junio de 1933, cesó el 14 de septiembre y después pasó a ser gobernador de Valladolid (del 13 de octubre de 1933 al 21 de diciembre de 1935). Fue candidato del Partido Republicano Gallego por la provincia de Orense en las elecciones de noviembre de 1933. Colaboró en El Pueblo Gallego, El Sol y Diario de Madrid. En marzo de 1936 fue nombrado vicepresidente segundo de la Comisión Ejecutiva de la Confederación Universal de Sociedades Gallegas. Integrado en Izquierda Republicana, fue nombrado gobernador civil de Logroño el 19 de marzo de 1936.
El 19 de julio de 1936, con el golpe de Estado, fue detenido y enviado a la prisión provincial de Pamplona. Tras dos años de prisión se le instruyó un procedimiento sumarísimo de urgencia en el que el juez militar le acusaba de "incitación a la rebelión". Pero el proceso no se terminó, ya que a causa de un tumor intestinal fue trasladado desde la prisión al Hospital de Logroño, donde falleció el 16 de junio de 1939.

## Obras
- El Diario Español por dentro, 1911.
- Un enviado de Neurópolis, 1926.
- De La Habana a Sevilla por los aires. Impresiones de un periodista español pasajero del Zeppelin, 1930.
- El Libro del Mes, 1935.